# Buergeria robusta
Buergeria robusta е вид жаба от семейство Rhacophoridae. Видът не е застрашен от изчезване.

## Разпространение
Разпространен е в Провинции в КНР и Тайван.

## Описание
Популацията на вида е стабилна.